# Chissarja

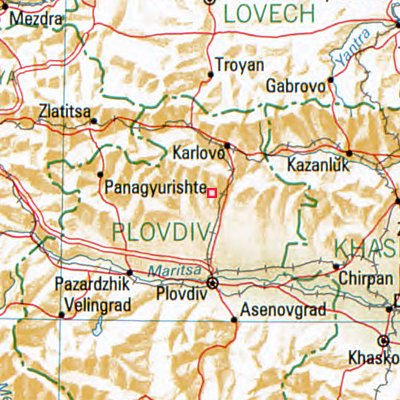
Chissarja (rotes Viereck) – Bulgarien – Nachbarorte: Plowdiw, Karlowo, Panagjurischte, Kasanlak, Gabrowo, Trojan.

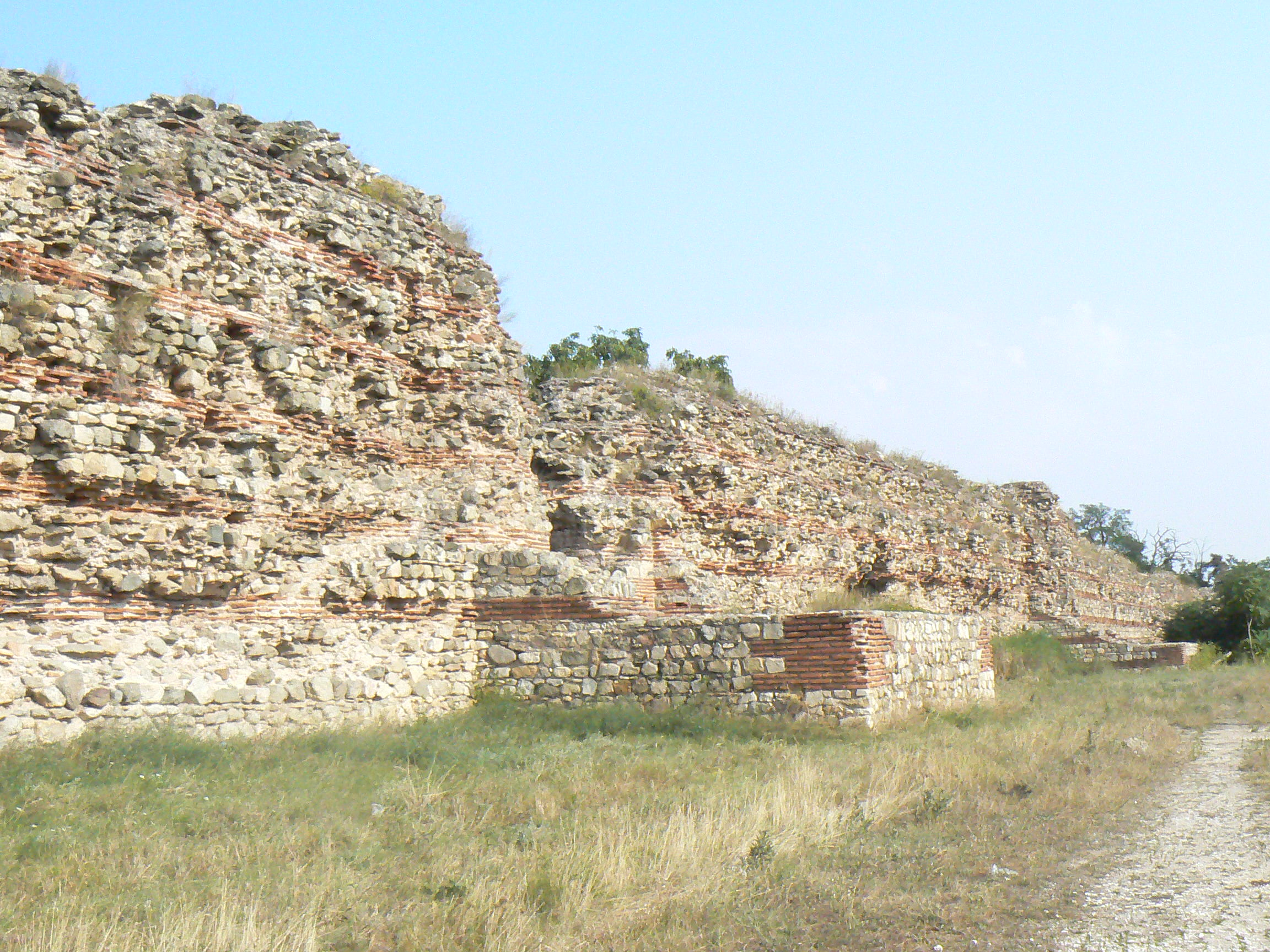
Überreste der Römischen Mauer

Chissarja [xiˈsarjɐ] (bulg. Хисаря; oft auch Hisarja oder Hisar) ist eine Stadt und Verwaltungszentrum einer gleichnamigen Gemeinde in Südbulgarien. Im Laufe ihrer Geschichte trug die Stadt verschiedene Namen (thrakisch Havuz; lat. Augusta; slawisch Lica; byzant. Diocletianopolis; türk. Hisarya aus dem persischen حصار/Hesar für Mauer).

## Geographie
Chissarja liegt in der Oblast Plowdiw in der Nähe der Stadt Karlowo. Chissarja ist administratives Zentrum der Gemeinde Chissarja. Die Stadt hat eine zentrale Lage in Bulgarien. Sie liegt an den südlichen Ausläufern des Balkangebirges, am Übergang zur Oberthrakischen Tiefebene.

## Klima
Das Klima ist hier gemäßigt kontinental mit warmen und milden Wintern. Eine Schneedecke gibt es im Durchschnitt nur 27 Tage im Jahr. Der Frühling kommt zeitig und ist relativ warm. Der Sommer (Juli/August) ist sehr heiß, mit einer niedrigen Luftfeuchtigkeit und schwachen Winden. Der Herbst ist sonnig, warm und sehr lang. Die mittlere Jahrestemperatur beträgt 11,5 °C.
In der Stadt gibt es 22 Thermalquellen mit nachgewiesener Heilwirkung, die sich auf einem kleinen Gebiet konzentrieren und unterschiedliche Temperaturen und chemische Zusammensetzungen haben.
Die ersten organisierten Balneotherapien in Bulgarien begannen in Chissarja. Die Regierung von Ostrumelien gab 1882 ein Regelwerk zur Benutzung der Bäder von Chissarja heraus. Der tschechische Chemiker Sosterschonek hat im Labor des Gesundheitsamtes in Plowdiw das Wasser von fünf Quellen in Chissarja analysiert. Das war die erste chemische Analyse von Mineralwasser in Bulgarien.

## Geschichte
Das angenehme Klima und die warmen Mineralquellen haben seit Urzeiten die Menschen an diesen Ort gezogen. Hier gab es bereits vor 5000 bis 6000 v. Chr. ein prähistorisches Dorf. Später gab es eine thrakische Siedlung bei den Mineralquellen, die zum Reich des thrakischen Stammes der Odrysen gehörte (Odrysen-Reich; bulg. Одриска държава). Aus dieser Zeit datieren große thrakische Kulteinrichtungen in der Nähe von Starosel.
Nach der Eroberung durch das Römische Reich gehörte das Gebiet zur römischen Provinz Thrakien. Ab 46 n. Chr. wurde neben den Quellen eine große römische Siedlung erbaut, die 293 n. Chr. von Kaiser Diokletian in den Status einer Stadt erhoben wurde. Die Stadt wurde in Diocletianopolis umbenannt. Es folgte sogleich eine Befestigung der Stadt mit massiven Mauern und einer regen Bautätigkeit in der Stadt. Heute sind diese Stadtmauern noch sehr gut erhalten. An vielen Stellen erreichte die Stadtmauer eine Höhe von elf Metern. Das südliche Stadttor ist sogar 13 m hoch.
Heute konzentrieren sich diese Bauwerke im zentralen Stadtpark „Momina Salsa“ – mit der gleichnamigen Quelle „Momina Salsa“ (bulg. Момина сълза; deutsch: Jungfrauenträne). Hier stand auch das prächtigste öffentliche Gebäude – eine zweistöckige Residenz mit beeindruckenden Bogenkonstruktionen. In unmittelbarer Nähe liegen die Thermen von Diocletianopolis mit einer Fläche von 2000 m². Sie sind eine der wenigen erhaltenen römischen Bäder auf der Balkanhalbinsel. Hier wurden Heilbehandlungen mit Mineralwasser durchgeführt. Bis auf das Dach sind die Thermen fast vollständig erhalten. Das Innere der Thermen war mit weißem Marmor verkleidet. Beheizt wurden die Thermen mit dem heißen Mineralwasser. Neben den Thermen ist ein Amphitheater. In der Antike war das Amphitheater stark besucht und der Lieblingsort der Gäste, die zur Erholung und Zerstreuung in die Stadt kamen. Das Amphitheater ist in der Form eines Circus angelegt, in dem Sportwettkämpfe und Kämpfe mit wilden Tieren stattfanden. Das Amphitheater wurde in der ersten Hälfte des 4. Jahrhunderts n. Chr. erbaut. Es wurde die Regel der neuen christlichen Lehre eingehalten, dass kein Blut vergossen werden darf. Das Amphitheater und die dazugehörigen Einrichtungen sind in einem ausgezeichneten Zustand erhalten.
Nach der Einführung des Christentums als offizielle Religion des Römischen Reiches (Konstantinische Wende) in der ersten Hälfte des 4. Jahrhunderts n. Chr. wurde Diocletianopolis zu einem wichtigen christlichen Zentrum und Bischofssitz. In der Stadt wurden zehn frühchristliche Basiliken aus der Periode des 4. bis 6. Jahrhunderts ausgegraben. Das besondere Interesse der Archäologen galt der einzigen ausgegrabenen Basilika mit zwei Kirchenschiffen, die Mitte des 5. Jahrhunderts auf Teilen eines Kasernenkomplexes der antiken Stadt erbaut wurde. In historischen Quellen wird mitgeteilt, dass die Stadt zu dieser Zeit die drittgrößte Stadt in der Provinz Thrakien war – nach Philopolis (heute Plowdiw) und Beroe (heute Stara Sagora).
Nach den Einfällen der Goten, Awaren und Slawen und den nachfolgenden Jahrhunderten des Verfalls wurde in der zweiten Hälfte des 17. Jahrhunderts eine neue Siedlung auf den Ruinen der antiken und mittelalterlichen Gebäude errichtet. Das kleine Dorf wurde Chissarja genannt, nach dem arabischen Wort für „Festung“ Hisar.
Die Nekropole von Diocletianopolis liegt 300 m südlich der der Stadtmauern. Sie ist im Original erhalten und für Besucher zugänglich. Beeindruckend sind die langen Korridore, die Grabkammern und die farbenprächtigen Bodenmosaiken.
Bogdan Filow begann 1909 mit den historischen Ausgrabungen in Chissarja und war 1910 bis 1920 Direktor des hiesigen Volkskundemuseums.
Die Stadt ist seit 2008 Namensgeber für die Hisarya Cove, eine Bucht an der Südostküste von Smith Island in der Antarktis.

## Religion

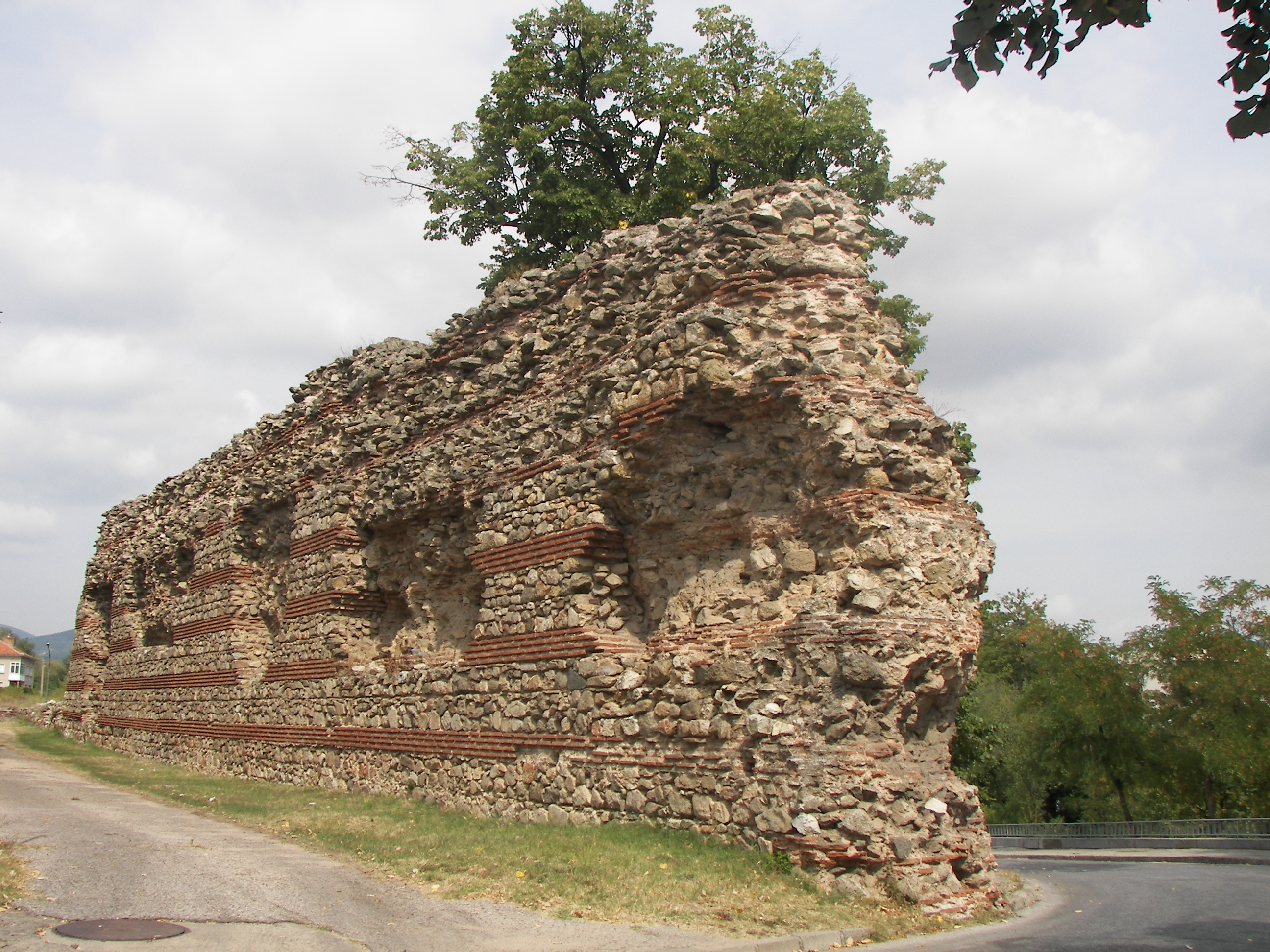

Da die Stadt an einem historischen Knotenpunkt lag, beherbergte sie viele Glaubensrichtungen und Religionen – beginnend bei den weit zurückliegenden thrakischen Mysterien und Orphikern, über die frühchristlichen Basiliken bis zu unseren Tagen.
Heute gibt es in der Stadt drei orthodoxe, zwei katholische und eine evangelische Kirche sowie eine Moschee.
Die orthodoxe Kirche Sweti Pantelejmon (bulg. Свети Пантелеймон) liegt im Stadtzentrum. Sie wurde 1889 erbaut. Hervorzuheben sind ihre Wandmalereien, die fast alle biblischen Geschichten wiedergeben. Sie wurden von örtlichen Künstlern gezeichnet – im Stil der Wandmalereien des Rilaklosters. Der Schutzheilige der Kirche, der Heilige Pantelejmon, ist der Beschützer der Kranken. Er wird jedes Jahr am 27. Juli gefeiert.
Die weiteren orthodoxen Kirchen sind Uspenie Bogorodiza (bulg. Успение Богородично) und Sweti Dimitar (bulg. Свети Димитър).
Die Moschee ist über 400 Jahre alt und befindet sich in der Nähe des westlichen Stadttores. Erbaut wurde sie, als Chissarja während der türkischen Fremdherrschaft eine türkische Siedlung war. Während des Russisch-Türkischen Krieges (1877–1878) wurde die Moschee niedergebrannt; bis heute ist nur noch das Minarett erhalten.
Es gibt noch heute das Titularbistum Diocletianopolis in Thracia.

## Museen
Das örtliche archäologische Museum wurde von General Todor Markow gegründet. Es enthält eine umfangreiche Sammlung von archäologischen und ethnografischen Fundstücken. Es gibt ausgezeichnet erhaltene prähistorische Stücke, thrakische, römische und byzantinische Gefäße, Marmorplatten und Statuen, Münzen aus Gold, Silber und Bronze, die die Geschichte der Völker zeigen, die in dieser Region gesiedelt haben.
Im Bäderheilbad Momina Banja (bulg. Момина баня) befindet sich seit 1981 eine Sammlung von über 10.000 Nierensteinen, die den Patienten und Badegästen nach der Balneotherapie in Chissarja abgingen. Ein kleiner Teil davon wurde durch operative Eingriffe entfernt – der größte Stein ist 560 g schwer. Die Sammlung ist ein Beweis für die Heilwirkung des Mineralwassers von Chissarja.